# Ereunetea
Ereunetea is een geslacht van vlinders van de familie spanners (Geometridae), uit de onderfamilie Ennominae.

## Soorten
- E. acrogyra Prout, 1921
- E. flava Warren, 1909
- E. minor (Holland, 1893)
- E. reussi Gaede, 1914
- E. semifumida Warren, 1909
- E. subtranslucens Prout
- E. translucens Prout, 1934